# قرارگاه آزادی
قرارگاه آزادی (به انگلیسی: Liberty Camp) پایگاهی نظامی در نزدیکی فرودگاه بغداد بود. این پایگاه به عنوان پادگان نظامی نیروهای آمریکایی پس از اشغال عراق تا زمان تخلیه این کشور، مورد استفاده قرار می‌گرفت.
بعد از تعطیلی قرارگاه اشرف، «قرارگاه آزادی» به عنوان اردوگاه پناهندگان جهت اسکان اعضای سازمان مجاهدین خلق ایران مورد استفاده قرار گرفت. در سال ۱۳۹۵ بعد از سالها بحث این کمپ تعطیل و افراد سازمان مجاهدین خلق ایران به کشورهای اروپایی و بیشتر به آلبانی منتقل شدند. بیشتر از ۲۰۰۰ نفر از اعضای این گروه در لیبرتی ساکن بودند.
اندیشکده رند این اقدام وزیر دفاع آمریکا بسیار بحث برانگیز می داند که سازمانی را که تروریستی شناخته شده است را در بعنوان افراد حافظت شده تحت کنوانسیون ژنو قرار می دهد و آینده آنان را تضمین می کند.
شناسایی این افراد بعنوان غیر نظامیان حفاظت شده توسط وزارت دفاع آمریکا برخلاف دیدگاه کمیته بین‌المللی صلیب سرخ ؛کمیساریای عالی سازمان ملل متحد برای پناهندگان و وزارت امور خارجه ایالات متحده آمریکا بود.